# Rapidboll
Rapidboll (engelska: Rapid ball eller rapid-ball) är en relativt ny sport som härstammar från squash och racquetball. Den uppfanns av Peter V. Haighton för att skapa en sport som liknar squash, men mindre påfrestande för ett ben och leder. Den spelas av två spelare på en vanlig squashbana.